# Проном
Проном је у грчкој митологији било име више личности.

## Етимологија
Име Проном је сложеница грчких речи pro-, што би значило „пре“ или „раније“ и nomos, што значи „пашњак“. Према Роберту Гревсу, ово име значи „пљачкаш“.

## Митологија
1. Проном је био сатир о коме је писао Нон у „Дионисијаки“. Био је син Хермеса и Ифтиме, Фереспондов и Ликов брат. Био је гласник бога Диониса.[1][3]
2. Према Аполодору, био је један од Пенелопиних просилаца из Закинтоса.[4]
3. Помиње се и џин Проном који је хтео да силује Херу, али га је Херакле убио. Због тога му је она дуговала захвалност.[2]